# Миколаївська обласна філармонія
Миколаївська обласна філармонія — установа обласного значення в місті Миколаїв, заснована у 1937 році, що організовує концерти і пропагує музичне мистецтво.

## Історія
Миколаївська обласна філармонія повноцінно функціонує з 1938 року і веде свою історію від обласного симфонічного оркестру, де на той час головним диригентом був К. Домінчен. Перший концерт відбувся 13 липня 1938 року у клубі суднобудівного заводу імені 61 комунара. У складі філармонії працювали симфонічний оркестр, хорова капела, театр мініатюр, духовий оркестр та балетний ансамбль.
У довоєнний період на її сцені відбулися концерти оркестру О. Лундстрема, ансамблю «Дружба», соліста Москонцерта, лауреата Міжнародних конкурсів Ю. Дранги, Московського камерного джаз-ансамблю «Каданс», народного артиста Естонії Маті Пальм та інших.
Після тимчасової нацистської окупації Миколаївської області філармонія поновила свою діяльність вже у травні 1944 року. Через відсутність власного приміщення виступи виконавців проводили на площадках Миколаївського державного театру юного глядача, саду імені Петровського і Морського бульвару.
У стислі строки філармонії було виділено приміщення по вулиці Соборній, 4 та проведено його переобладнання: збудовано велику естраду, глядацьку залу укомплектовано театральними меблями, придбані музичні інструменти. 11 жовтня 1944 року, в день відкриття концертної зали та 15 жовтня в день звільнення України від німецьких окупантів, філармонією було організовано концерти у новому приміщенні. До складу філармонії тоді входили симфонічний оркестр, жіночий хоровий ансамбль, балетна трупа, духовий аркестр, артисти естради, цирку, театру художніх мініатюр і солісти вокалу.
Творчим колективом філармонії протягом повоєнних років проводилися концерти за різними жанрами (концерти-лекції, шефські концерти, тематичні концерти тощо) як на базі концертної зали філармонії, так і в приміщеннях навчальних закладів міста, у клубах Миколаєва, в районних центрах області.
Рішенням виконкому Миколаївської обласної ради депутатів трудящих від 22 лютого 1951 року № 324 було затверджено «Положення про Миколаївську державну обласну філармонію», відповідно до якого філармонія підпорядковувалася обласному відділу мистецтв та була самостійною господарською організацією з юридичними правами.
У 1951 році обласна філармонія отримала державні дотації — 600 тисяч карбованців, діяла у власному приміщенні з концертною залою на 554 місця, сценою, що була розрахована на весь склад симфонічного оркестру, двома фойє, службовими приміщеннями. Посаду директора філармонії на той момент займав Бушуєв Іван Іванович, художнього керівника — Березинський Володимир Андрійович, головного диригента симфонічного оркестру — Кушніров Леонід Наумович, диригента — Гак Абрам Михайлович. У 1954—1963 роках художнім керівником Миколаївського заслуженого самодіяльного оркестру народних інструментів при Миколаївській філармонії був Єнін Євген Йосипович.
У 1971 році для організації виїзних концертів на балансі філармонії перебувало три автобуси. Всього було проведено близько 1600 концертів (стаціонарні, на виїздах, на гастролях, на телебаченні). 1973 року колектив філармонії був нагороджений дипломом Міністерства культури СРСР, ЦК профспілки працівників культури та ЦК профспілки працівників сільського господарства та заготівок.   
У 1982 році філармонія була позбавлена власного приміщення. У 1984 році будівля була знесена, а на її місці було збудовано житловий будинок для працівників політбюро. Весь наступний час філармонія працювала на умовах оренди, тобто для проведення виступів артистам необхідно було орендувати концертні площадки. Згодом філармонії було виділено приміщення по вулиці 9-а Слобідська, 55, але концерти там не проводилися через відсутність концертної зали.
У 1987 році святкувався 50-річний ювілей філармонії. Творчими колективами були підготовлені нові програми. Основну концертну діяльність філармонія проводила на виїздах та гастролях силами концертних груп та естрадних колективів.
З 2009 року посаду директора філармонії займає Олександр Дмитрович Добровольський. Нині у структурі філармонії діє камерний оркестр «Ars-Nova», ансамблі народних інструментів «Узори» та української пісні «Вільні козаки», естрадний ансамбль «Art Colors Bend». Окрім творчих колективів, у філармонії працюють солісти-вокалісти, солісти-інструменталісти, артисти розмовного і танцювального жанрів. Серед них — О. Бєлоусова, О. Кедіс, І. Обревко, лауреати національних і міжнародних конкурсів В. Василенко, О. Дідусенко-Палій, І. Лозова і Д. Місанчук. Адміністрація філармонії є ініціатором проведення фестивалів «Золота струна», «Хорова асамблея», «Vivat quitare!», Всеукраїнського загально-національного мистецького проєкту «Юна філармонія» та інших.  
У 2015 році Миколаївська обласна філармонія була розведена по різних установах. Переїзд був ініційований рішенням віцегубернаторки Миколаївської області Оксани Янишевської. Весь персонал філармонії розділили між Миколаївським художнім драматичним театром, Миколаївським коледжем культури та мистецтв, Державною інспекцією з охорони пам’яток історії та культури у Миколаївській області та Обласним краєзнавчим музеєм.
З 2016 року Миколаївська обласна філармонія проводить свої концерти та репетиції у Миколаївському будинку культури будівельників, паралельно виступаючи у різних установах міста, як-от Миколаївський обласний художній музей імені В. В. Верещагіна та в муніципальній виставковій залі Миколаївського міського палацу культури і мистецтв.

## Відомі учасники
У закладі в різні часи виступали:
- Олександр Сєров;
- Ігор Крутой;
- Лариса Доліна;
- Віктор Андросов.